# Municipio de Buffalo (Dakota del Norte)
El municipio de Buffalo (en inglés: Buffalo Township) es un municipio ubicado en el condado de Cass en el estado estadounidense de Dakota del Norte. En el año 2010 tenía una población de 82 habitantes y una densidad poblacional de 0,88 personas por km².

## Geografía
El municipio de Buffalo se encuentra ubicado en las coordenadas 46°56′19″N 97°28′55″O / 46.93861, -97.48194. Según la Oficina del Censo de los Estados Unidos, el municipio tiene una superficie total de 93.09 km², de la cual 92,97 km² corresponden a tierra firme y (0,13 %) 0,12 km² es agua.

## Demografía
Según el censo de 2010, había 82 personas residiendo en el municipio de Buffalo. La densidad de población era de 0,88 hab./km². De los 82 habitantes, el municipio de Buffalo estaba compuesto por el 100 % blancos. Del total de la población el 0 % eran hispanos o latinos de cualquier raza.